# Maria z Saksonii-Altenburga (1845–1930)
Marie Gasparine Amalie Antoinette Karoline Elisabeth Luise (ur. 28 czerwca 1845 w Monachium, zm. 5 lipca 1930 w Sondershausen) – księżniczka Saksonii-Altenburga, od abdykacji teścia księcia Gintera Fryderyka Karola II (17 lipca 1880) – księżna Schwarzburg-Sondershausen. Pochodziła z rodu Wettynów.

## Życiorys
Urodziła się jako bratanica księcia Saksonii-Altenburg Józefa. Jej rodzicami byli młodszy brat monarchy książę Edward i jego żona księżna Amalia.
12 czerwca 1869 w Altenburgu poślubiła przyszłego księcia Schwarzburg-Sondershausen Karola Gintera. Para nie miała dzieci. Po śmierci Karola Gintera jego następcą został dalszy krewny (28 marca 1909) – książę Schwarzburg-Rudolstadt Ginter Wiktor, który po klęsce Cesarstwa w I wojnie światowej i wybuchu rewolucji listopadowej w 1918 podobnie jak inni niemieccy monarchowie został zmuszony do abdykacji.
Zmarła jako obywatelka Republikiej Weimarskiej i została pochowana w kościele św. Krzyża w Sondershausen.